# Джилл Валентайн
Джилл Валентайн (яп. ジル・バレンタイン Дзиру Барэнтайн, англ. Jill Valentine) — вымышленный персонаж серии игр Resident Evil, созданной компанией Capcom. Впервые она появилась в Resident Evil (1996). Джилл Валентайн, бывший член Delta Force, изначально работает вместе со своим партнером Крисом Редфилдом, против фармацевтической корпорации Umbrella. Позже она становится одним из основателей Альянса ООН по оценке биотеррористической безопасности (BSAA).
Джилл Валентайн — главная героиня нескольких игр, новеллизаций, фильмов и товаров Resident Evil. В более поздних играх, таких как ремейк Resident Evil 2002 года, Resident Evil: The Umbrella Chronicles и Resident Evil 5, её прототипом стала канадская модель и актриса Джулия Вот. Джилл также появляется в фильме Обитель зла: Апокалипсис, её играет актриса Сиенна Гиллори. Она также участвовала в нескольких других игровых франшизах, включая Street Fighter, Marvel vs. Capcom и Project X Zone.
Издания видеоигр назвали Джилл Валентайн одним из самых популярных и знаковых персонажей видеоигры и оценили её как самого приятного и культового персонажа Resident Evil. Она получила признание и критику в отношении гендерного представительства в видеоиграх. Несколько публицистов высоко оценили серию за изображение женщин и считают Валентайн значительно менее сексуализированной, чем другие женские игровые персонажи; она была также приведена в качестве примера женского персонажа, который был столь же компетентным и опытным, как её коллеги-мужчины.

## Концепция и дизайн
При разработке оригинального Resident Evil, Джилл была задумана как физически более слабая, чем второй протагонист, Крис Редфилд, но, чтобы компенсировать это, ей дали больше навыков и оружия. Команда разработчиков Resident Evil 3: Nemesis отметила, что персонаж был преднамеренно создан таким, чтобы сделать её «красивой для всех» и на неё обращали внимание игроки обоих полов. Чтобы мужчины нашли бы её физически привлекательной, а женщины увидели бы в ней крепость и образец для подражания.
Хироюки Кобаяси, создатель ремейка Resident Evil для GameCube, сказал, что команда хотела, чтобы Джилл была «немного симпатичнее», а «её действия и атмосфера были обворожительными». Лицо и внешний вид Джилл в ремейке были сделаны на основе канадской модели Джулии Вот, тело которой было отсканировано в компьютер, чтобы персонаж как можно больше походил на Джулию. Дизайнер персонажей Кэнъитиро Ёсимура сказал, что он «сделал лицо Джилл как мог, на основе модели лица актрисы». Джилл по-прежнему должна была быть крепкой, а её тело быть «не худым, а более похожим на мускулистое».
Об изменении внешнего вида Криса Редфилда и Джилл (превращение в блондинку) в Resident Evil 5, руководитель проекта Ясухиро Ампо сказал, что он пытался «сохранить их образы и представить, как они со временем изменились». Поэтому команда «сделала новые облики, но которые бы для сходства с прошлым сохранили свои цвета [одежды] : зелёный для Криса, а синий для Джилл. Её лицо, в основном, базировалось на версии из Nintendo GameCube. В него были добавлены некоторые детали — для того, чтобы разработать более реалистичное». Продюсер игры Дзюн Такэути заявил, что скрытая «классическая форма S.T.A.R.S.» для Джилл из первого Resident Evil является его любимым дополнительным костюмом. Для игры Resident Evil: Revelations дизайнеры решили изменить модель головы персонажа, а не использовать старую из ремейка первой части.
Джилл была озвучена Кэтрин Дишер (Resident Evil 3,  Marvel vs. Capcom 2). В ремейке оригинальной игры персонажа озвучила Хейди Андерсон, а моделью для Джилл была Джулия Вот. Кроме того, Патрисия Джа Ли выступала моделью и предоставляла голос для персонажа (Resident Evil: Mercenaries 3D, The Umbrella Chronicles и Resident Evil 5 со всеми выпущенными дополнениями). В Ultimate Marvel vs. Capcom 3 роль Джилл исполнила Кэри Уолгрен, а Мишель Руфф предоставила персонажу голос в Resident Evil: Revelations и Resident Evil: Operation Raccoon City.
Актриса Сиенна Гиллори играет персонажа в художественных фильмах франшизы (протагониста и главного антагониста). В японской версии Апокалипсиса её дублировали: в телевизионной версии Мая Окамото и Ацуко Юя (возвращается также в качестве японской актрисы озвучивания Джилл в Ultimate Marvel vs. Capcom 3) в релизе на Blu-ray.
Голос и внешность Джилл Валентайн в Resident Evil 3 Remake (2020) подарили английская актриса Николь Томпкинс (голос), русская модель Александра Зотова (внешность) и французская актриса Селия Асенсио (дублёры).

## Появления

### ВResident Evil
Джилл Валентайн впервые появляется в качестве одного из двух игровых персонажей оригинальной игры Resident Evil. По сюжету она выступает в роли эксперта по взломам в команде Альфа полицейского спецотряда «S.T.A.R.S.» при Департаменте полиции Раккун-сити, вместе с напарником Крисом Редфилдом. Известно, что Джилл наполовину француженка, а наполовину японка. Она является бывшим оперативником секретного спецподразделения Армии США, известного как Delta Force.
Перед началом игры, команда Альфа прочёсывает местность для расследования серии странных убийств в Арклейских горах, а затем обнаруживает вход в Арклейский исследовательский центр корпорации Umbrella. Внутри, с изчезновением Криса, Джилл изначально работает с Барри Бёртоном, ещё одним членом команды Альфа. Вместе они проверяют особняк и сражаются с зомби. В конце концов, она и Крис обнаруживают, что командир «S.T.A.R.S.» Альберт Вескер их предал. После победы над Тираном, выпущенным Вескером, она бежит из самоуничтожающегося особняка. Вместе с Джилл на вертолёте Брэда Викерса улетают Крис, Барри и член команды Браво Ребекка Чемберс. Джилл Валентайн также является единственным героем в мобильной игре Resident Evil: Genesis (2008), с альтернативной версией сюжета оригинальной игры.
Джилл возвращается в качестве главного героя в Resident Evil 3: Nemesis (1999), где она вынуждена встать на сторону перебежчика, наёмника Амбреллы Карлоса Оливейры. Джилл и Карлос объединяются, чтобы вырваться из ныне мёртвого Раккун-сити, прежде чем он будет уничтожен правительством США с помощью ядерного удара. По пути они борются с супер солдатом Немезисом, модифицированным Тираном, отправленным Амбреллой для того, чтобы избавиться от оставшихся членов «S.T.A.R.S.». После нескольких встреч с монстром, Джилл заразилась T-вирусом, хотя Карлос может из ближайшей больницы достать вакцину. Наконец, Джилл побеждает монстра и Барри Бёртон возвращается в город, чтобы отвезти её и Карлоса в безопасное место за оставшееся время до разрушения города.
Джилл также доступна в качестве игрового персонажа в мультиплеерном режиме «Heroes Mode» неканонической игры сериала, спин-оффа Resident Evil: Operation Raccoon City (2012).
Оставшись в живых после событий Раккун-сити, Джилл становится одним из основателей «Альянса по оценке безопасности биотерроризма» (англ. Bioterrorism Security Assessment Alliance или сокращённо англ. BSAA) при ООН. В рельсовом шутере Resident Evil: The Umbrella Chronicles (2007) она работает вместе с Крисом Редфилдом. Их цель — разоблачить и уничтожить Амбреллу, напав на их научно-исследовательский центр в России. В финале Джилл и Крис остаются в живых, побеждая новейшую разработку Амбреллы под названием T-ALOS.
До событий, происходивших в Resident Evil 5 (2009), кажется, что Джилл погибла, спасая Криса во время противостояния с Вескером. Тем не менее, по мере прохождения игры, Крис находит информацию, свидетельствующую, что она всё ещё может быть жива, и обнаруживает, что она находится под контролем Альберта Вескера. Также выяснилось, что Вескер использовал ДНК Джилл и остатки T-вируса в её теле, чтобы усовершенствовать свой новый вирус Уроборос (англ. Uroboros). Крису и его новой напарнице Шеве Аломар удаётся освободить Джилл от влияния Вескера. А затем Джилл вместе с Джошем Стоуном, другим агентом BSAA и наставником Шевы, помогает Крису и Шеве уничтожить Вескера. Спрос со стороны поклонников, желающих играть за Джилл Валентайн, привёл к появлению двух дополнительных сценариев DLC (входят в издание Resident Evil 5: Gold Edition): Lost in Nightmares, показывающий события, приведшие к исчезновению Джилл, а также Desperate Escape, в котором рассказывается о борьбе Джилл и попытке сбежать с объекта Tricell, вместе с Джошем Стоуном.
Она также является игровым персонажем в экшене Resident Evil: Mercenaries 3D (2011), который основан на дополнительных мини-играх из Resident Evil 4 и Resident Evil 5.
В игре Resident Evil: Revelations (2012), действия которой происходят в 2005 году, Джилл, после получения передачи от роскошного круизного лайнера «Королева Зенобия», отправляется со спасательной миссией. Её цель — найти и спасти Криса от террористической группы «Il Veltro». Лайнер же оказывается в специально расставленной для него ловушке. Джилл и её новый партнер, Паркер Лючиани, без связи и неосведомленныё о тяжелой ситуации, с которой им предстояло встретиться, находят судно. На борту корабля они встречают новое поколение «зомби-пиявок», заражённых новым, более сильным штаммом Т-вируса, прозванным «T-Abyss». Тем временем, Крис и его новый партнёр Джессика пробираются на корабль, чтобы найти Джилл и ответы. Вместе они медленно раскрывают глобальный заговор с участием более ранней вспышки вируса в городе Террагригия и последовавшего неудачного расследования конкурирующей организации, FBC. Во время одной из миссий Джилл сталкивается с вирусом «T-Abyss» и получает экспериментальную вакцину от него.

### В других видеоиграх
За пределами сериала, Джилл появляется в качестве персонажа в кроссовере-файтинге Marvel vs. Capcom 2: New Age of Heroes (2000), в своей униформе «S.T.A.R.S.». Она возвращается в качестве игрового персонажа в играх Marvel vs. Capcom 3: Fate of Two Worlds и Ultimate Marvel vs. Capcom 3 (2011), в которых она участвует в облике, основанном на её появлении в Resident Evil 5, и доступном как загружаемый контент. Кроме того, она также появляется в качестве гостя в игре Under the Skin (вместе с Карлосом и Немезисом) и имеет свою карту персонажа, в серии карточных игр SNK vs. Capcom: Card Fighters Clash. Заявлено, что она появится в тактической ролевой игре Project X Zone в костюме из Revelations. Летом 2021 года Джилл Валентайн была добавлена в качестве игрового персонажа в асимметричный многопользовательский хоррор Dead by Daylight.

### В других медиа
Одежда Джилл подвергалась критике со стороны некоторых СМИ за то, что она не подходит для тематики сериала и её вид, что разработан он специально как фансервис. 1UP.com назвал костюм Джилл (из RE3) фразой «Хэллоуин-костюмом распутного копа» и поставил персонажа пятым в списке «Худшие персонажи видеоигр в плане одежды». GamesRadar также высмеял его фразой: «Облившееся сумка подруги».
Джилл впервые появляется в Обитель зла 2: Апокалипсис (2004), втором художественном фильме франшизы. В этой версии киносериала, Джилл является членом «S.T.A.R.S.» и выступает контрастом по отношению к главной героине, Элис. По сюжету фильма, Джилл пытается убежать из города вместе с группой выживших и является одним из немногих, кто делает это. Она должна была также появиться в сиквеле, Обитель зла 3, но Сиенна Гиллори была занята в это время другой работой. В дальнейшем, создатели Пол Андерсон и Джереми Болт решили включить «ещё одну игровую героиню», Клэр Редфилд, которая будет рядом с главной героиней фильма, Элис. В самом конце фильма Обитель зла в 3D: Жизнь после смерти (2010), Джилл появляется в костюме, основанном на облике персонажа в игре Resident Evil 5. Здесь она находится под контролем корпорации Umbrella, возглавляя нападение на Элис, Клэр, Криса и остальных выживших людей. Гиллори вернулась к роли Джилл в качестве основного антагониста в пятом фильме серии, Обитель зла: Возмездие (2012).
Джилл появляется в нескольких книгах, основанных на серии Resident Evil. В вышедшей в 1998 году книге «Обитель Зла: Заговор корпорации Umbrella» (англ. Resident Evil: The Umbrella Conspiracy) Джилл называют дочерью профессионального вора Дика Валентайна, а также его сообщницей, до её карьеры в правоохранительных органах (что входит в явный конфликт с её работой в армейском Delta Force). Этим автор объясняет её непревзойденные навыки проникновения и «мастерство отпирания замков». Она также появляется: в маньхуа-адаптации игры Resident Evil 3: Nemesis, который называется Biohazard 3: Last Escape (1999); в серии комиксов Resident Evil (1996—1998) от Marvel; в книге комиксов Marvel Vs. Capcom: Fate of Two Worlds (2011).

### В товарах
Джилл была замечена в различных товарах, в том числе в экшн-фигурках из RE3: в 2001 году фигурки выпускались Moby Dick Toys, а также несколько от Toy Biz NECA. В 2010 году Hot Toys выпустила две детализированных (масштаб 1/6) фигурки Джилл из Resident Evil 5 (одна в униформе BSAA, а другая в её «боевом костюме» из RE5). Эти две фигурки были изготовлены по заказу Capcom, в честь 15-летия серии Resident Evil и имеют более чем 30 точек артикуляции.
Ранее, в 2006 году, фигурка Джилл был выпущена NECA в честь 10-летия сериала. Другие фигурки Джилл также выпускал ряд производителей, таких как KIP, Vanilla Chop и Gaya Entertainment. Также выпускаются копии её берета и значок «S.T.A.R.S.» из оригинальной игры. А в 2011 году Джилл была включена в качестве персонажа в игру от Bandai под названием Resident Evil Deck Building Game и в одну из двух предварительно-заказываемых рекламных открыток.

## Способности и умения
Джилл стала одной из первых двух персонажей в сериале. В оригинальной игре, персонаж Джилл отличается от Криса, так как она бегает медленнее и может причинить меньше урона. Однако она имеет доступ к более мощному оружию, а также использует отмычку; она умеет играть на пианино. В ремейке у неё есть тазер, используемый как личное оборонительное оружие.
В игре Resident Evil 3 и в её ремейке Джилл научилась уворачиваться от атак врагов. В ремейке к этому умению добавили возможность наносить контратаку.
В игре Resident Evil 5 Джилл стала бегать быстрее, чем Крис. Хотя большинство её движений (удары ногами и акробатические атаки) являются самыми слабыми из четырёх имеющихся в режиме «Наёмники» персонажей. Однако, движения Джилл быстры, а кроме того, у неё имеется эксклюзивный пистолет Px4, который имеет лучший шанс критического удара любого персонажа (почти любой её выстрел в голову гарантирует мгновенное убийство).
В Marvel vs. Capcom 2, Джилл может как призывать монстров для атаки своего противника, так и исцелять персонажа игрока — если вызывается в качестве вспомогательного персонажа. А в Marvel vs. Capcom 3, персонажа переделали — её внешний вид и набор движений взяты из Resident Evil 5.

## Отзывы и критика
Джилл Валентайн получила очень хорошие отзывы от критиков. Она является одним из самых узнаваемых персонажей. В 2002 году Джилл была охарактеризована Duluth News Tribune как «лучшая супергероиня до Лары Крофт». В 2011 году GameZone проводила опрос с вопросом «кого бы вы предпочли?». Джилл противостояла Ларе и выиграла. В 2003 году GameSpy поставил её на 7-е место в топе «девушки в играх», добавив, что «даже те из нас, которые не были большими поклонниками игр запомнили Джилл».
В 2008 году, News.com.au назвал её «Самым сексуальным персонажем видеоигр за всю историю», отметив, что её популярность у игроков обоих полов объясняется разными причинами. В книге Guinness World Records Gamer’s Edition от 2011 года ей дали 43-е место, среди «Лучших персонажей видеоигр всех времён и народов». А журнал The Escapist назвал её «классическим примером» женского персонажа хоррор-игр, которые полностью удовлетворяют роли героини. Tom's Hardware, в 2007 году назвал Джилл среди «50 Величайших женских персонажей в истории видеоигр», описывая её как «истинно оставшуюся в живых и элитную боевую машину, не говоря о том, что она потрясающе великолепная брюнетка».
В 2008 году, Spike TV (9-е место) и Virgin Media (7-е место) поставили её в список среди самых привлекательных женских персонажей в видеоиграх. В том же году, издание PC Games Hardware перечислило её среди 112 самых важных женских персонажей в играх, тогда как GamesRadar поместил её в 20-ку «игровых девушек», которые якобы забываются. Также GamesRadar включил её (девятой) в 2009 году в число 11 героинь, обладающих вкусом, а один из авторов GamesRadar заявил, что Джилл была его первой (игровой) любовью с «её нормальным именем, телом и манерами поведения, попавшими в самые ненормальные ситуации».
В 2010 году её добавил Videogamer.com в список «Топ-10 сокрушающих видеоигр», утверждая, что «она, черт возьми, вскрыла замок к нашему сердцу». В том же году журнал Complex дал ей 43-е место среди «горячих» женщин в видеоиграх, в то время как The Times of India включила её в число девяти самых «сексуальных девушек экшен-игр». Джилл была в нескольких статьях GameDaily, в период с 2008 года по 2009 год, в том числе находясь в числе лучших игровых брюнеток, и заняла десятое место среди самых любимых персонажей Capcom всех времён.
GameDaily также перечислила Джилл среди 10 «девушек, которые должны соответствовать вашей маме», так как она была описана благородной и уверенной и даже с плохим пониманием моды, а также «девушки, которые надерут тебе задницу» (вместе с Адой, Клэр и Шевой), и использовали её в качестве примера архетипа «умная и сексуальная героиня». UGO.com включил Джилл в списки 50 лучших «чертовок видеоигр» и топ-11 «героини-чертовки видеоигр», отмечая, что она была основным персонажем серии и ссылаясь на её высокую популярность.
В 2011 году UGO добавил её в свой список из 50 «мнимых женщин, которые действительно должны быть каким-то образом вызваны к жизни наукой», также добавив её в свой список из 99 «горячих» вымышленных женщин 2012 года По мнению GamesRadar, Джилл «стала, пожалуй, самым осмысленным образцом эпохи [середины-конца 1990-х годов], являясь одновременно жёсткой и сексуальной, не потеряв одежду при первых признаках неприятностей». В 2009 году IGN добавлял её в список из персонажей «кто заслуживает лучшего», в связи с тем, что она не появлялась в новых играх серии со времён Resident Evil 3, за исключением небольшой роли в Resident Evil 5. Также отмечалось, что её роли были «украдены»: в RE5 Шевой, а в кинофильмах — Элис.
Чтобы отпраздновать День святого Валентина'2011, журнал Complex опубликовал статью «Happy V-Day» с галереей её «горячих фото». В своей «битве красавиц» Complex выставил её, выбрав Джилл, против Клэр Редфилд в категории «зомби-убийцы». В 2012 году MMGN поставили её пятой в топ «Самые горячие и скромные» женские главные герои в играх, добавив, «она горячая машина для убийства зомби, и Джилл суждено стать мечтой каждого фаната-мужчины.»
Сцена из оригинальной RE, «Джилл-сэндвич», вызвала появление популярного одноимённого мема. Другой мем, связанный с Джилл и Барри, называется «мастер отпирания». В году 2011 году UGO называло обе эти «весёлые немые» сцены в своём списке «25 худших кат-сцен в истории игр». На оба мема ссылается и сама Capcom: в своей игре Dead Rising, которая содержит локацию названную «Jill Sandwiches» (её описание утверждает, что «Джилл — мастер по приготовлению сэндвичей»), и в Resident Evil: The Mercenaries 3D, где является достижением «Мастер отпирания». «Jill Sandwiches» из Dead Rising была включена журналом Complex в 2012 году в список лучших Пасхальных яиц в видеоиграх под номером 35.